# Vítězslav Tuma
Vítězslav Tuma (né le 4 juillet 1971 à Nový Jičín en Tchécoslovaquie) est un joueur de football tchèque.
Tuma a joué en tant qu'attaquant, et fut un buteur prolifique. Il est connu pour avoir terminé meilleur buteur de la Gambrinus liga lors de la saison 2000-2001 avec 15 buts.